# 羅倫士·雲科爾
羅倫士·雲科爾（荷蘭語： (荷蘭語發音：[ˈlʌu̯rəns vɑnˈtoːr])；1991年5月8日—）是一名生於比利時的職業賽車手，目前長駐於佐爾德賽道。

## 生涯

### 卡丁車
雲科爾生於比利時哈瑟爾特，年幼時已經開始接觸小型卡丁賽車，從而開始他的賽車事業。2005年，雲科爾在法國和德國舉行的少年洲際甲級小型賽車中均奪得冠軍，亦於當年的歐洲卡丁錦標賽以第四名完成賽事。
2007年，雲科爾成為了卡丁車製造商CRG旗下之KF2組車隊的官方廠家車手，但一次意外導致他的身體出現六處骨折，最終休養了五個月並令他該年的賽季報銷，出事前的最好成績是於北歐卡丁錦標賽中獲得亞軍。

### 三級方程式
雲科爾於2008年由卡丁車直接跳至三級方程式的舞台，該年參加德國三級方程式錦標賽，得過三次排頭位資格和兩次分站冠軍，最終全年總成績排名第四。有鑑於雲科爾的成功戰績，比利時汽車俱樂部選定了他作為主力國家隊的成員，大眾汽車亦指定他作為官方車手。該年雲科爾也參加了澳門格蘭披治三級方程式大賽，當時成為了該項賽事歷來最年少的參賽者，最終雲科爾以第六名完成比賽。
2009年，雲科爾贏得了該年度德國房車錦標賽的總冠軍，跟去屆總冠軍、同屬比利時的華域治一樣，雲科爾是於紐伯林賽道站坐擁極大優勢的情形下奪得錦標的。
隨後兩年，雲科爾效力斯寧卓車隊，參加三級方程式歐洲系列賽，但期間祇取得數次桿位資格，而未奪過任何分站冠軍。

### 國際汽聯GT1
2012年，雲科爾轉會到W車隊，與士提反·柯德利搭檔角逐該年度的國際汽車聯合會GT1世界錦標賽，而第一站於諾加羅舉行賽事中，在選拔賽和決賽均摘下第一名。
2014年，雲科爾參加了寶珀衝刺系列賽和寶珀耐力系列賽，並贏得寶珀耐力系列賽全年度總冠軍。

### 2015年
2015年，雲科爾代表德國鳳凰車隊角逐該年度的巴瑟斯特12小時耐力賽，取得排頭位起步並獲得亞軍。及後他也代表蜆殼車隊與華甸勞·便度搭檔參加於冼拿賽道舉行的2015年巴西改裝車錦標賽第一回合。又與W車隊合作，駕駛2015年版本的奧迪R8 LMS而贏得2015年紐伯林24小時耐力賽冠軍。

## 外部連結
- 官方网站
- 羅倫士·雲科爾的X（前Twitter）
- 羅倫士·雲科爾 在DriverDB.com上的职业生涯数据（英文）